# Richard Estes
Richard Estes (nascido em Kewanee, Illinois, em 14 de Maio de 1932) é um pintor norte-americano, que granjeou notoriedade através das suas pinturas no estilo hiper-realista.
Uma característica da sua pintura é o uso complexo de superfícies com luz reflectida. A partir de 1967 começou a pintá-las, e desde então a sua obra tem apresentado edifícios reflectidos em estruturas cristalinas e lisas como vitrines, cabines telefónicas, o capô de um automóvel ou a passagem de um autocarro. Estes também reproduz reflexos distorcidos e às vezes borrados em superfícies não lisas e uniformes, como ondas de água em movimento. É considerado um dos fundadores do movimento fotorrealista do final dos anos 1960, juntamente com artistas como Chuck Close, Malcom Morley, Don Eddy e Duane Hanson.

## Vida
Ainda jovem, a sua família mudou-se para Chicago. Lá, quando jovem, estudou no Art Institute of Chicago, de 1952 a 1956, onde se interessou pelo trabalho de pintores realistas, como Edgar Degas, Thomas Eakins e Edward Hopper, todos representados no acervo do museu. Em 1956, depois de terminar os seus estudos, Eakins estabeleceu-se definitivamente em Nova Iorque. Nos anos seguintes trabalhou como artista gráfico para várias revistas e agências de publicidade em Nova Iorque e em Espanha, país onde viveu em 1962. Em 1966, já possuía capital suficiente para se dedicar inteiramente à sua pintura. Em 1968, realiza a sua primeira exposição individual na Allan Stone Gallery, em Nova Iorque.
A maioria das suas obras do início dos anos sessenta representa moradores da cidade realizando atividades diárias. Por volta de 1967, o artista começou a pintar vitrines e prédios com vidraças e, sobretudo, as imagens refletidas que eram exibidas nessas vitrines. As suas pinturas eram baseadas em fotografias a cores, nas quais Estes procurava captar a natureza evanescente dos reflexos, que podiam mudar devido à iluminação e à hora do dia.

## Colecções públicas
Estes está representado em alguns dos principais museums do mundo, incluindo o Museu de Arte Moderna, em Nova Iorque, a Galeria Nacional de Arte, em Washington, D.C., o Art Institute of Chicago, o High Museum of Art, em Atlanta, e o Museu Thyssen-Bornemisza, em Madrid.